# Marienkapelle (Kranzegg)

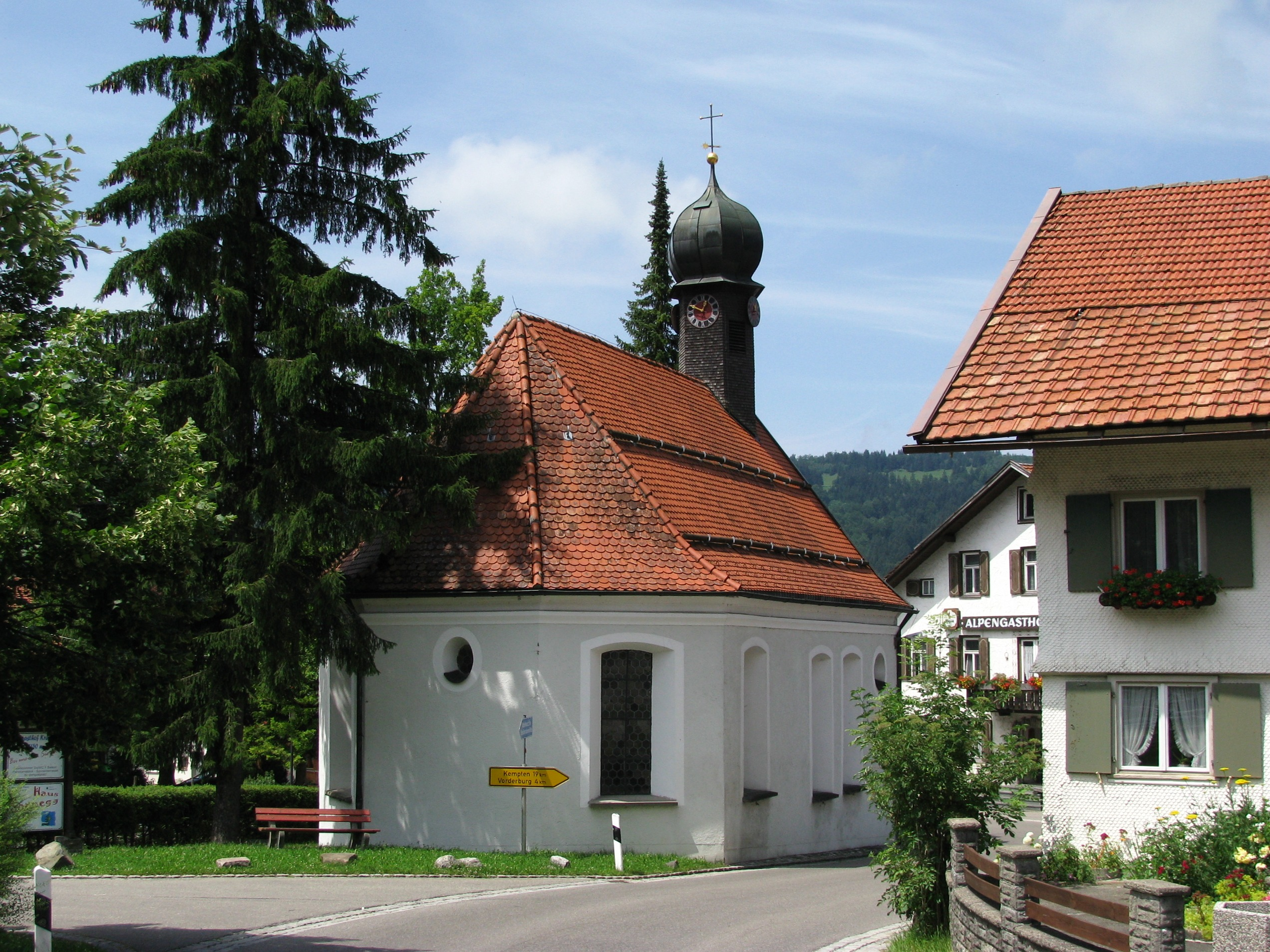
Marienkapelle in Kranzegg

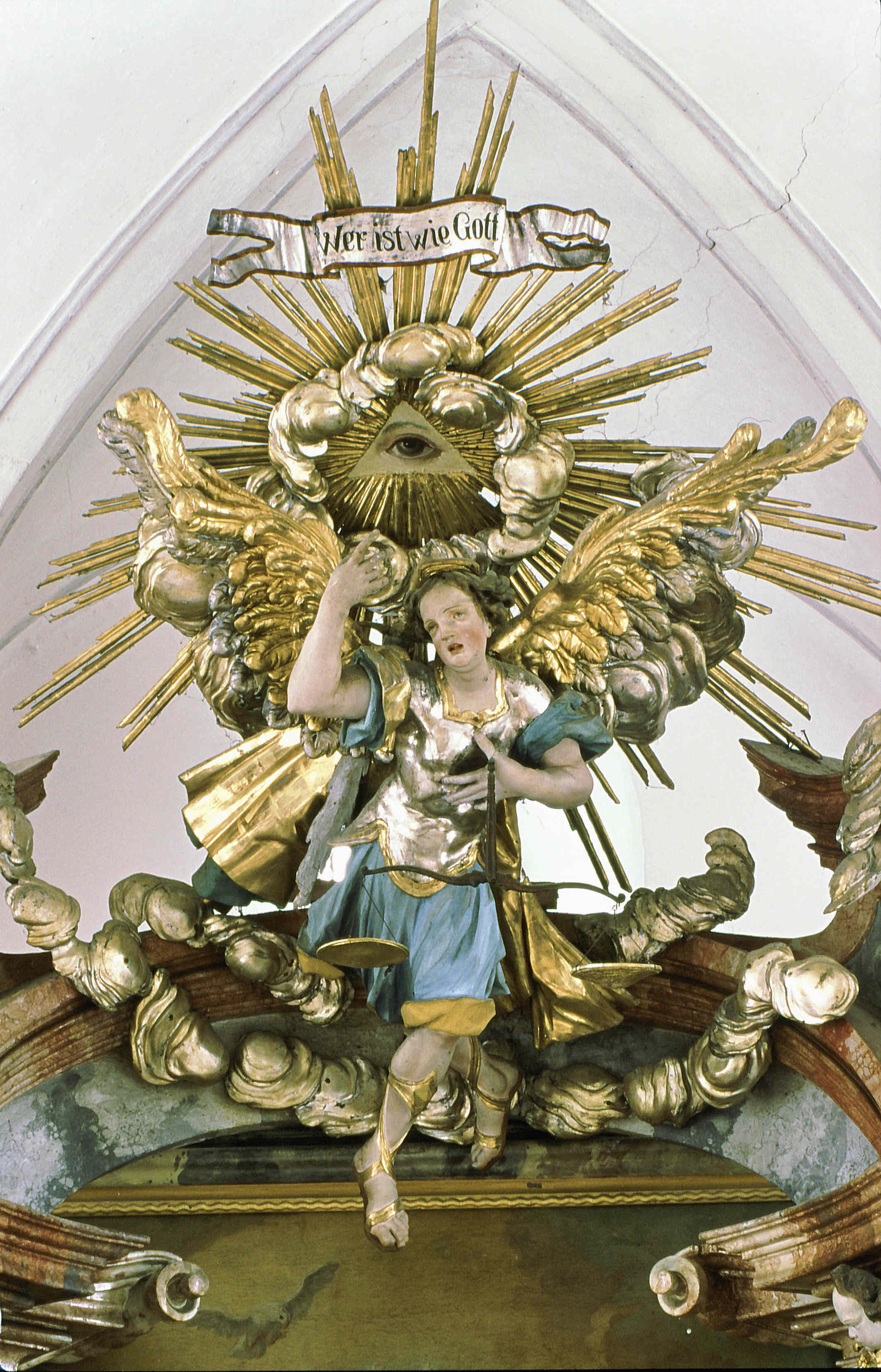
Altarauszug des Hochaltars

Die römisch-katholische Marienkapelle steht in Kranzegg, einem Gemeindeteil von Rettenberg im schwäbischen Landkreis Oberallgäu in Bayern. Das Bauwerk ist in der Liste der Baudenkmäler in Rettenberg als Baudenkmal unter der Nr. D-7-80-137-23 eingetragen.

## Beschreibung
Die 1725 gebaute Kapelle besteht aus einem Langhaus und einem dreiseitig geschlossenen Chor im Südosten. Dem Giebel der Fassade im Nordwesten wurde 1736 ein sechseckiger Dachreiter aufgesetzt, der die Turmuhr und den Glockenstuhl beherbergt, und der mit einer Zwiebelhaube bedeckt wurde. Der Innenraum des Langhauses ist mit einer Flachdecke mit Hohlkehle überspannt, der des Chors mit einem Stichkappengewölbe. Über dem Chorbogen ist das Wappen von Alexander Sigismund von der Pfalz angebracht. Das um 1730 im Chor eingefügte Fresko, auf dem die Verkündigung des Herrn dargestellt ist, stammt von Johann Heel. Er hat auch das Altarretabel des Hochaltars gestaltet. Im Altarauszug des Hochaltars befindet sich die Statue des Erzengels Michael. Die um 1730 gebauten Seitenaltäre werden Peter Heel zugewiesen. Der Kreuzweg wurde 1845 von Ludwig Caspar Weiß ausgeführt.